# Patriot (Militärunternehmen)
Patriot ist ein russisches privates Militär- und Sicherheitsunternehmen (PMC), welches teilweise in Konkurrenz zur Gruppe Wagner steht.

## Organisation
Patriot arbeitet als privates Militär- und Sicherheitsunternehmen (PMC) eng mit dem russischen Verteidigungsministerium und dem Militärgeheimdienst zusammen. Anders als bei der Gruppe Wagner sollen im Wesentlichen erfahrene Soldaten mit Kampferfahrung für das Unternehmen arbeiten. Die Söldner seien ebenfalls besser ausgestattet und ausgebildet. Laut Medienberichten sollen die Angehörigen von Patriot einen monatlichen Sold von 6.300 bis 15.800 US-Dollar erhalten.

## Einsatzgebiete
- Syrien: Laut mehreren Medienberichten sind Mitglieder des Militärunternehmens seit dem Frühjahr 2018 in Syrien aktiv.[2][4][5] Im Gegensatz zur Gruppe Wagner sollen die Söldner von Patriot eher im Personenschutz aktiv sein.[6]

- Ukraine: Im Zuge des russischen Angriffskrieges gegen die Ukraine setzt Russland die Söldnergruppe Patriot, wie auch die Gruppe Wagner, vermutlich im Donbas ein. Ein Sprecher der ukrainischen Streitkräfte meldete im Dezember 2022, dass Soldaten dieses Unternehmens in der Nähe von Wuhledar gesichtet wurden.[2]

- Zentralafrikanische Republik: Patriot bewarb sich als privates Sicherheitsunternehmen für den Schutz von Goldminen in der Zentralafrikanischen Republik. Der Auftrag wurde allerdings an die Gruppe Wagner vergeben.[3] Laut dem Fernsehsender Doschd war die Söldnergruppe ebenfalls an der Ermordung dreier Journalisten beteiligt, welche geheime russische Waffenlieferungen an das afrikanische Land untersuchten.[7]